# Bundeswahlkreis Dawson
Koordinaten: 20° 12′ S, 148° 0′ O

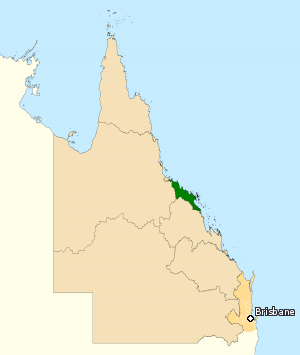
Lage des Wahlkreises im Bundesstaat Queensland.

Der Bundeswahlkreis Dawson ist ein Wahlkreis (englisch electoral division) für die Wahl eines Abgeordneten des australischen Repräsentantenhauses. Er liegt im Osten des Bundesstaates Queensland. Der Wahlkreis umfasst die Orte Ayr, Bowen, Mackay, Proserpine und die südöstlichen Stadtteile von Townsville.
Er wurde 1949 gegründet und nach Anderson Dawson, einem Premierminister des Bundesstaates Queensland, benannt.
Seit 2010 ist George Christensen von der Liberalen Nationalpartei der amtierende Abgeordnete des Wahlkreises.

## Bisherige Abgeordnete
| Name               | Partei                       | Amtszeiten |
| ------------------ | ---------------------------- | ---------- |
| Charles Davidson   | Country Party of Australia   | 1949–1963  |
| George Shaw        | Country Party of Australia   | 1963–1966  |
| Rex Patterson      | Australian Labor Party       | 1966–1975  |
| Ray Braithwaite    | Nationale Partei Australiens | 1975–1996  |
| De-Anne Kelly      | Nationale Partei Australiens | 1996–2007  |
| James Bidgood      | Australian Labor Party       | 2007–2010  |
| George Christensen | Liberalen Nationalpartei     | 2010       |